# If You Believe (Sasha)
If You Believe è una canzone del cantante tedesco Sasha, estratto come secondo singolo dal suo album di debutto Dedicated to ... del 1998. Il singolo è senz'altro uno dei brani più rappresentativi della sua carriera. La canzone è stata in seguito utilizzata come colonna sonora degli spot televisivi del Kinder fetta al latte con protagonista Fiona May.
Il video di If You Believe è stato diretto da Cadmo Quintero.

## Tracce
CD-Maxi
1. If You Believe (Radio Mix)  3:57
2. If You Believe (Album Mix)  4:28
3. If You Believe (Let It Out Mix)  4:53
4. If You Believe (Extended Mix)  5:32
5. If You Believe (Instrumental Mix)  3:57

CD-Single
1. If You Believe (Radio Mix)  3:57
2. Keep On Runnin' (Album Version) 4:17

Cover
1. Alfredo Nini - If You Believe  4:43

## Classifiche internazionali
| Chart (1997) | Peak position |
| ------------ | ------------- |
| Svizzera     | 4             |
| Austria      | 2             |
| Italia       | 4             |
| Paesi Bassi  | 2             |
| Belgio       | 2             |
| Svezia       | 15            |